# Helmut Elfring
Helmut Elfring (* 17. Januar 1933 in Billerbeck; † 12. März 2019 in Dülmen) war ein deutscher Politiker und Landtagsabgeordneter (CDU).

## Leben und Beruf
Nach dem Besuch der Volksschule und des Gymnasiums mit dem Abschluss Abitur studierte er Rechts- und Politikwissenschaften an der Universität Münster und legte das erste juristische Staatsexamen ab. Von 1958 bis 1960 war er als studentischer Redakteur beim Semesterspiegel tätig und ab 1961 hauptberuflicher Redakteur der in Dortmund erscheinenden Tageszeitung Ruhr-Nachrichten.
Der CDU gehörte Elfring seit 1955 an. Er war in zahlreichen Parteigremien vertreten, so u. a. von 1966 bis 1985 als Mitglied des Landesvorstandes der CDU Westfalen-Lippe.

## Abgeordneter
Vom 21. Juli 1962 bis zum 30. Mai 1990 war Elfring Mitglied des Landtags des Landes Nordrhein-Westfalen. Er wurde jeweils in den Wahlkreisen 089 Coesfeld, 092 Coesfeld bzw. 094 Coesfeld I direkt gewählt. Dem Rat der Stadt Dülmen gehörte er von 1969 bis 1998 an.

## Ehrungen
- 1981: Bundesverdienstkreuz 1. Klasse
- 1993: Verdienstorden des Landes Nordrhein-Westfalen[2]
- 1988: Großes Bundesverdienstkreuz